# Johan Buijnink
Johan Gerard Buijnink (Maasland, 21 augustus 1922 – Ede, 8 april 2011)  was een Nederlands politicus van de ARP en later het CDA.
Hij werd geboren als boerenzoon maar toen hij 3 jaar was overleed zijn vader en al vroeg moest hij net als de andere kinderen meehelpen in het familiebedrijf. Hij was later werkzaam bij de Provinciale Griffie in Utrecht, maar in 1943 moest hij die baan opgeven omdat hij in nazi-Duitsland moest gaan werken. Als voorbereiding daarop kreeg hij een opleiding in Utrecht waar hij ontsnapte en vervolgens ging onderduiken. Rond 1959 volgde hij H. van Hout op als gemeentesecretaris van Medemblik nadat deze benoemd was tot burgemeester van Gramsbergen. In augustus 1962 werd Buijnink zelf ook benoemd tot burgemeester en wel van van Zwartsluis. Precies 17 jaar later volgde zijn benoeming tot burgemeester van Sprang-Capelle. In september 1987 ging hij daar met pensioen en begin 2011 overleed Buijnink op 88-jarige leeftijd.